# Campolongo sul Brenta
Campolongo sul Brenta este o comună din provincia Vicenza, regiunea Veneto, Italia, cu o populație de 799 locuitori (30 septembrie 2018) și o suprafață de 9,65 km².

## Demografie
Campolongo sul Brenta - evoluția demografică

|  | Graficele sunt indisponibile din cauza unor probleme tehnice. Mai multe informații se găsesc la Phabricator și la wiki-ul MediaWiki. |

Date: Recensăminte sau birourile de statistică - grafică realizată de Wikipedia